# Paralcis albistigma
Paralcis albistigma là một loài bướm đêm trong họ Geometridae.